# バンエイト
株式会社バンエイト（英: VAN EIGHT PRODUCTIONS, INC.）は、テレビ番組の制作およびフジテレビのニュース・報道・情報番組の制作・取材業務または映像アーカイブとイベント・CM事業などを行っている制作プロダクション。共同テレビジョン（共テレ）の子会社。フジ・メディア・ホールディングスの一員でもある。

## 概要
1971年（昭和46年）6月1日に「共同サービス」として設立。元々はフジテレビジョンのニュース番組として技術・録音・照明を業務を行っている。フジテレビ直系の番組制作親会社「共同テレビジョン」の役割を持っている。フジテレビが制作したテレビ番組の報道・情報・ワイドショーの制作協力を主に手掛けている。

## 役員
※2023年7月現在
- 代表取締役社長：上園剛生
- 常務取締役：秋本泰男
- 取締役相談役：髙橋恒雄
- 取締役：石原隆（共同テレビジョン 代表取締役社長）
- 取締役：関卓也（共同テレビジョン 取締役）
- 取締役：佐藤光雄（共同テレビジョン 取締役）
- 取締役：塚越裕爾（フジテレビジョン 常務執行役員）
- 取締役：川野友裕（フジテレビジョン 総務局長）
- 監査役：山田久稔（共同テレビジョン 執行役員）
- 執行役員：吉川和仁
- 執行役員：酒井範行
- 執行役員：髙澤秀剛

## 主な事業実績
（凡例）太字：現在放映中のレギュラーおよび継続中のスペシャルとこれからのレギュラー・スペシャル番組、特に記述がないのはフジテレビ。